# Гарсия (король Галисии)
Гарси́я I (исп. García I; ок. 1042 — 22 марта 1090) — король Галисии в 1065—1071 и в 1072—1073 годах, третий сын короля Фердинада I Кастильского, после смерти которого (1065 год), в соответствии с завещанием, получил Галисию и часть территории будущей Португалии, включая важный город Коимбра. Со стороны матери он был внуком Альфонсо V Леонского и Эльвиры Менендес. Королевству Галисии платили дань эмираты Севильи и Бадахоса.

## Биография

### Правление

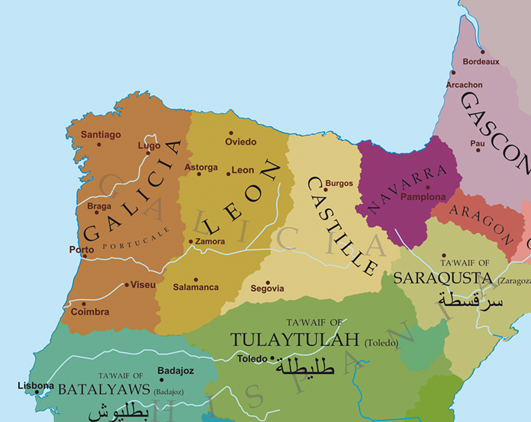
Испания времён Гарсии

Наставником Гарсии стал епископ компостельский Кресконио. Во время своего царствования он восстановил Браганскую епархию и епархию Туи и покровительствовал монастырю Сан Антолин Токуэс.
Владея Галисией и используя в своих интересах внутреннюю напряжённость вызванную гражданской войной между его братьями, Санчо и Альфонсом, он объявил о создании независимого королевства Галисии и Португалии. Политика Гарсии вызвала недовольство Нуньо II Мендеса, последнего суверенного правителя Португалии из дома Вимара Переса, который восстал в 1070 году. Гарсия в 1071 году разбил Нуньо II Мендеса в битве при Педрозу. Так Гарсиа стал первым, кто использовал титул король Португалии.
Раздел Фердинандом его королевства создал почву для будущих конфликтов между братьями, и Гарсиа стал первым, кто потерял корону. После смерти матери в 1067 году начались ссоры между братьями. После того, как закончилась в 1068 году «Война трёх Санчо» (Санчо II Кастильский против Санчо IV Наваррского и Санчо I Арагонского), братья Гарсии, король Кастилии Санчо II и король Леона Альфонсо VI сговорились разделить его земли. В результате в 1071 году они захватили Галисию и разделили её между собой. Гарсиа бежал к правителю Севильи, аль-Мутамиду.
После гибели Санчо в 1072 году, Гарсиа вернул Галисию, но был обманом захвачен в 1073 году Альфонсо VI, унаследовавшего после смерти Санчо и Кастилию, и сослан в замок Луна, где пребывал заключённым до смерти, произошедшей семнадцать лет спустя, 22 марта 1090 года. Перед смертью Гарсия завещал, чтобы его тюремные цепи были вырезаны на его надгробной плите.
Королевство Гарсии, хотя и просуществовало недолго, подготовило почву для создания будущего португальского королевства при Генрихе Бургундском.

### Семья
У Гарсии был незаконный сын Фернандо, которого некоторые исследователи отождествляют с Фернандо де Кастро, сеньором Иты и Уседы, родоначальником кастильского рода Кастро, достигшего высокого положения при правлении короля Альфонсо VII. Однако никаких источников, подтверждающих эту гипотезу, не существует.